# 大西洋横断飛行
大西洋横断飛行（たいせいようおうだんひこう）は、1910年代から、航空機の性能の発達の指標として目標になった飛行記録である。
主な大西洋横断飛行記録は以下である。
1919年5月飛行艇により、アメリカ・ニューヨーク州ロングアイランドからポルトガルのリスボンへ着水しながらの横断
（カーチスNC4飛行艇）
1919年6月カナダのニューファンドランド島～アイルランド無着陸横断
ジョン・オルコック、アーサー・ブラウン（ビッカース ビミー）
イギリスの新聞デイリー・メール紙の1万ポンドの賞金、ならびにナイトの称号を獲得。
1927年5月20日ニューヨーク～パリ単独無着陸飛行
チャールズ・リンドバーグ（ライアンNYP-1）
レイモンド・オルティーグの25,000ドルの賞金（オルティーグ賞）獲得
1928年アイルランド～カナダ大西洋逆横断
キュンター・フォン・ヒューネフェルト、ヘルマン・ケール、ジェイムス・フィッツモーリス（ユンカースW33）
1930年パリ～ニューヨーク逆横断
デュドネ・コスト、モーリス・ベロント（ブレゲー19GR）
1932年女性の単独横断飛行
アメリア・イアハート（ロッキード ベガ）
1978年 気球ダブルイーグルⅡ号による横断飛行
ベン・アブラッゾ、マキシー・アンダーソン、ラリー・ニューマン
1984年 気球による単独横断飛行
ジョゼフ・キッティンジャー